# Yours Fatally
Albums de Jamali
Jamali
(2005) 3rd Base
(2006)
Yours Fatally est le deuxième opus studio du groupe pop/R&B-Afrobeat Jamali, sorti en 2006.